# Марюс Шаляморас
Марюс Шаляморас (лит. Marius Šaliamoras; нар. 8 червня 1962, Вільнюс) — литовський архітектор, професор, голова Спілки архітекторів Литви (2014-2017).

## Біографія

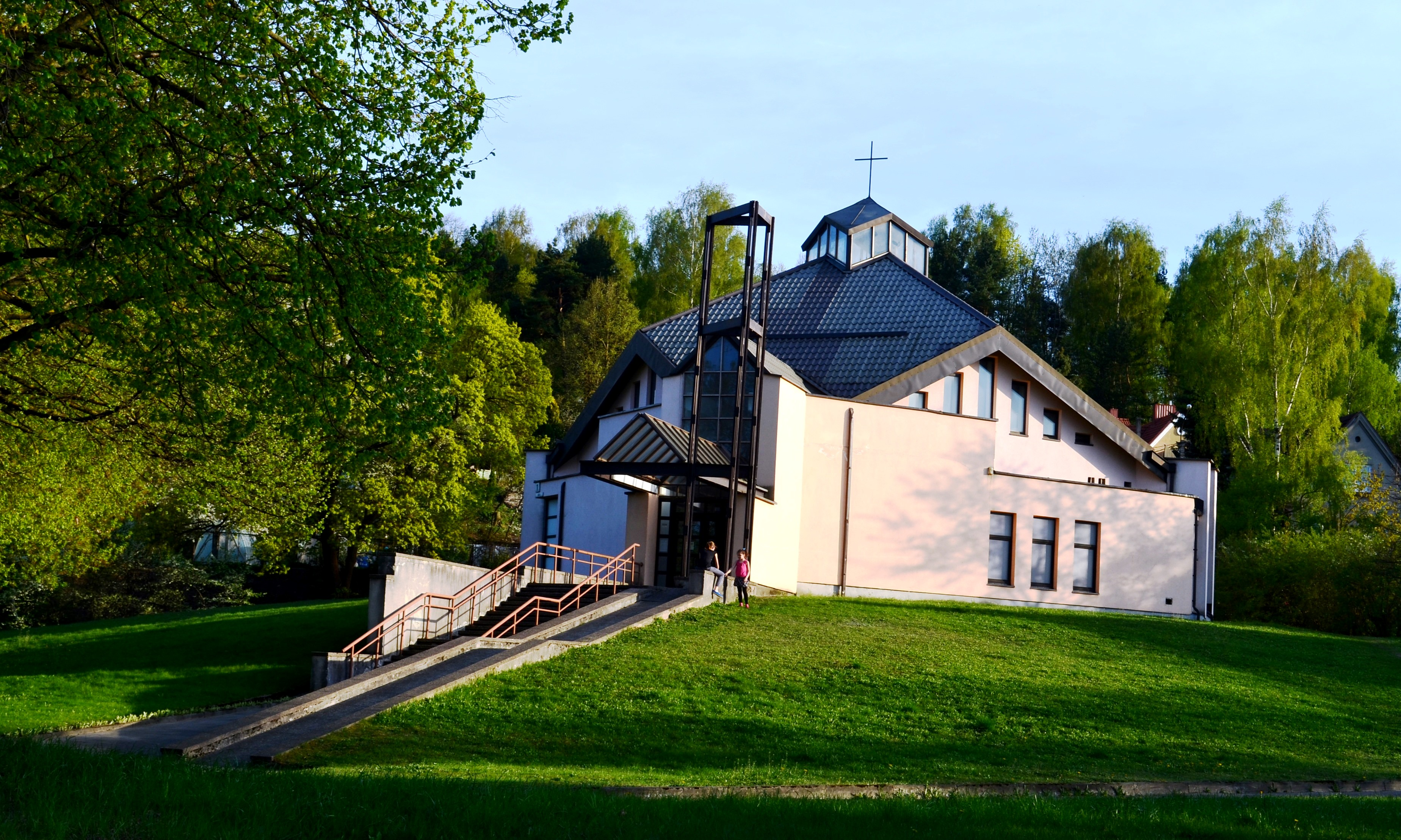
Церква Нових апостолів

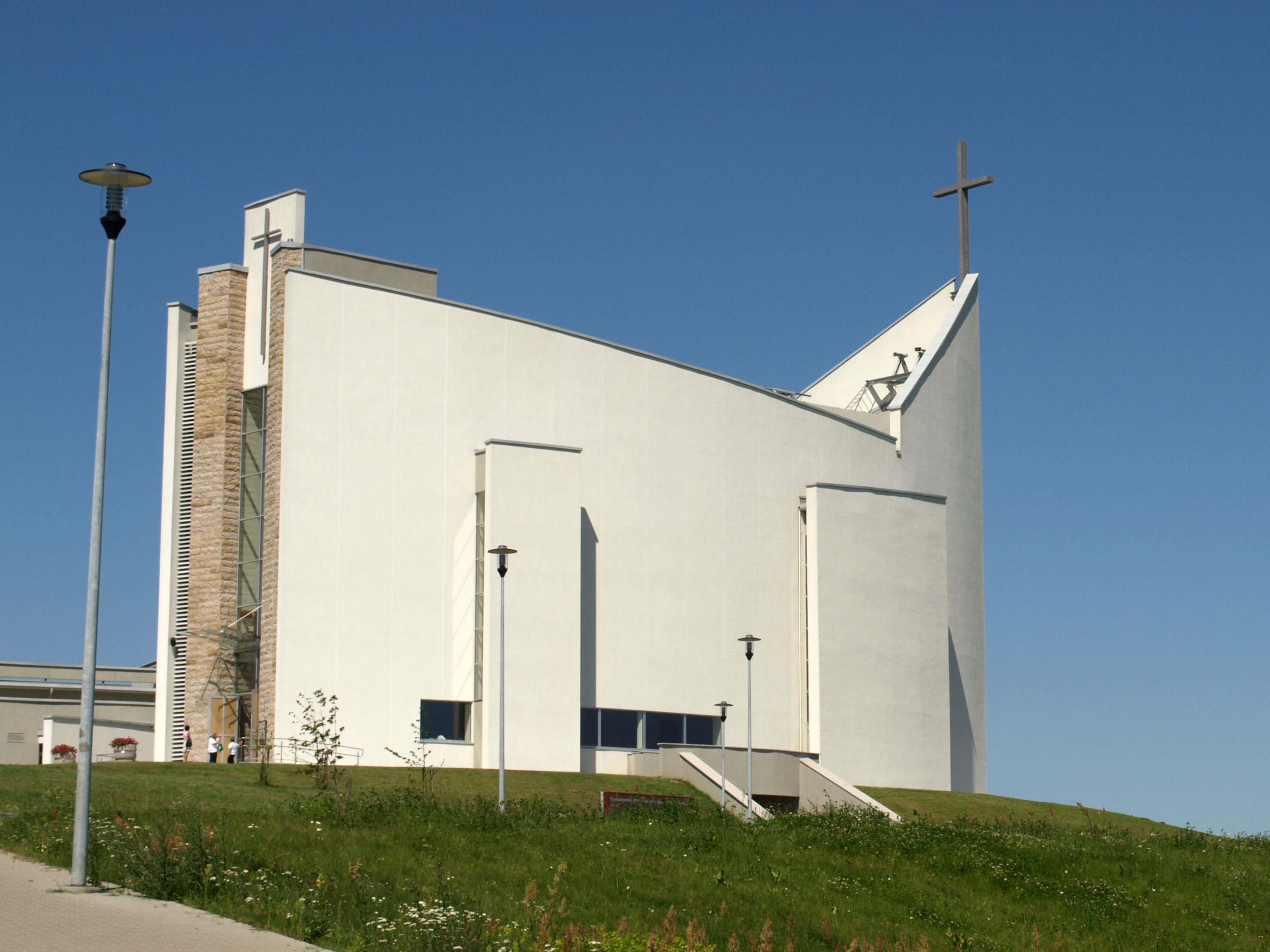
Костел у Пабраде

У 1985 році закінчив Вільнюську художню академію. До 1987 року працював у виробничій групі архітекторів Мажейкяйського району. У 1987—1989 роках працював в Інституті реставрації та проектування пам'ятників у Вільнюсі.
З 1989 року викладав у Вільнюській художній академії, з 2008 року — завідувач кафедрою архітектури, професор (2007).
З 1991 року працював у компанії NUMAS (Вільнюс) на посаді керівника проектів. У 2014 — 2017 роках був головою Спілки архітекторів Литви.

## Проекти

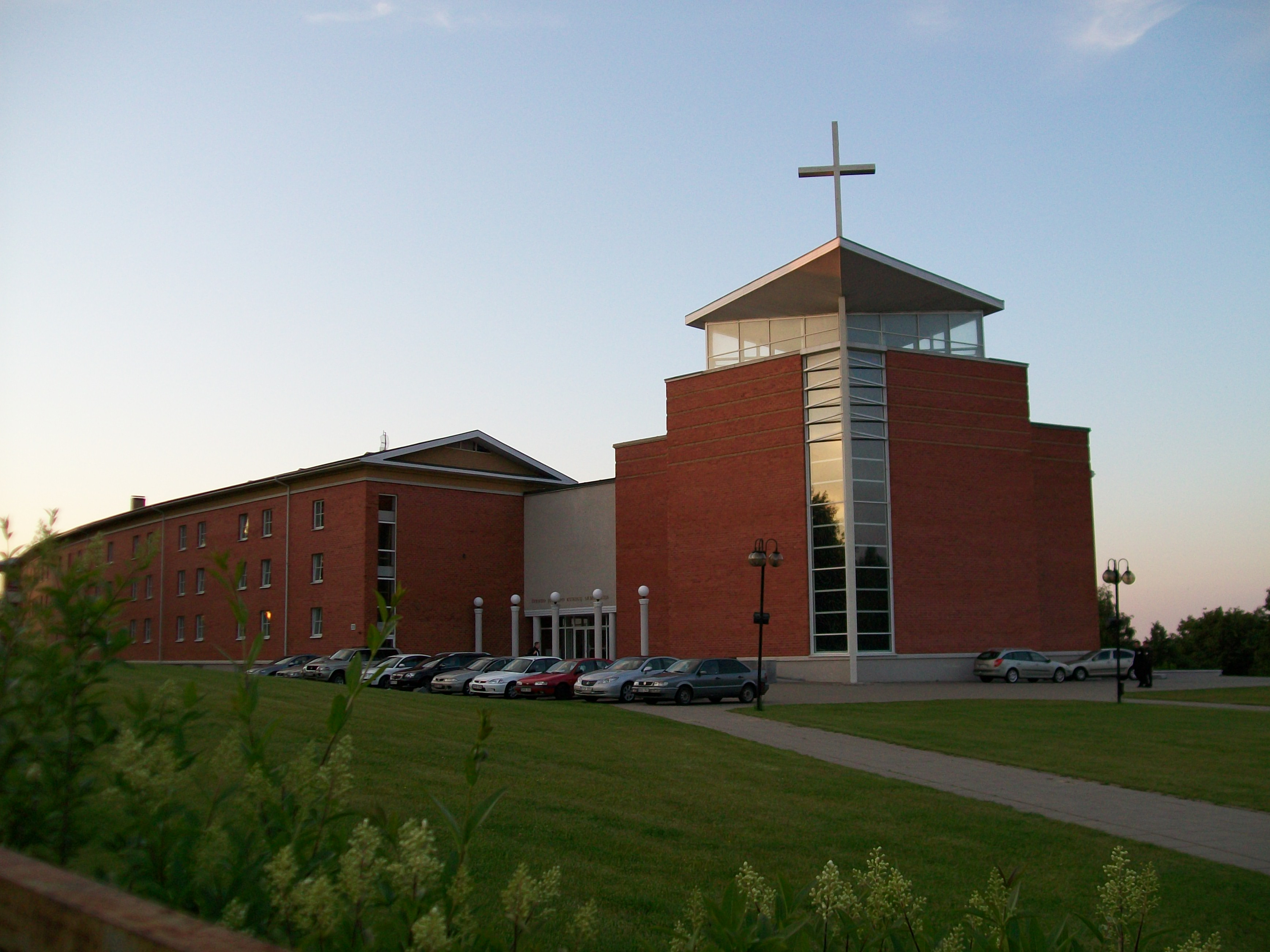
Семінарія святого Йосифа

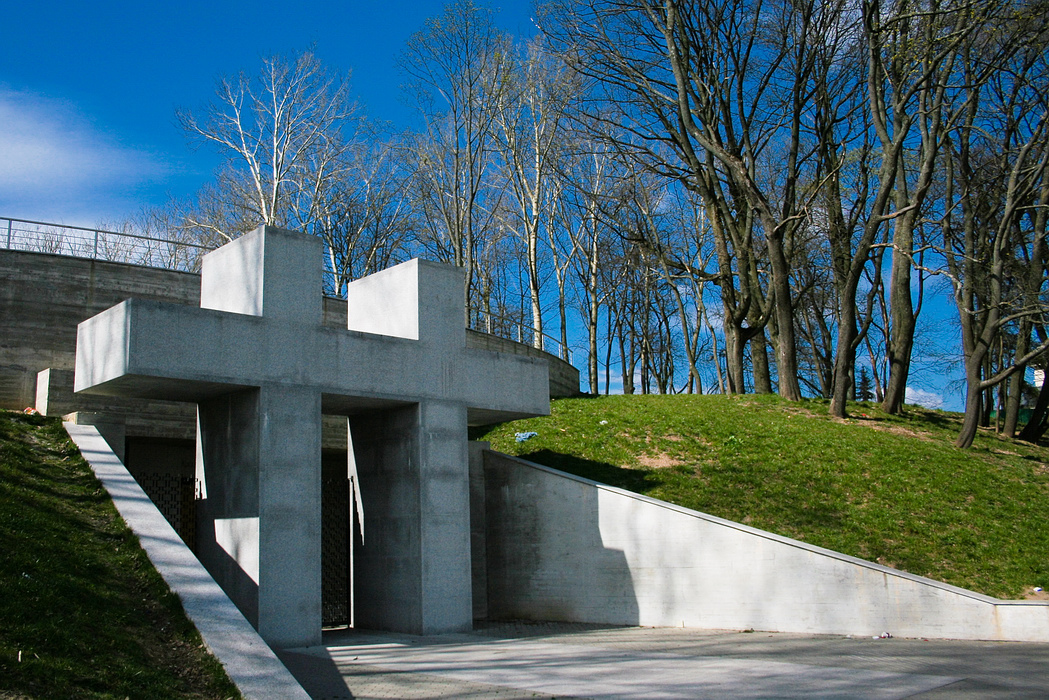
Колумбарій Тускулену

Найважливіші проекти, реалізовані Марюсом Шаляморасом у Вільнюсі:
- храм Новоапостольської церкви на вулиці Расу (спільно з Вітаутасом Насвітісом; 1994),
- меморіал жертв свободи Литви на цвинтарі Антакалніо (спільно з архітектором Юрасом Балькявічюсом і скульптором Станісловасом Кузмою; 1995),
- католицька духовна семінарія Святого Йосифа на вулиці Калварії (спільно з архітектором Юрасом Балькявічюсом; 1997),
- колумбарій Тускулену (спільно з групою співавторів; 2009),
- реконструкція навчального корпусу Вільнюської художньої академії (2009).

Крім того, Марюс Шаляморас спроектував костел і парафіяльний дім у Пабраде (спільно з Юрасом Балькявічюсом і Артурасом Бурбою; 2007).